# Daleela
Die Daleela ist ein 1991 als New Akashi in Dienst gestelltes Fährschiff der in Jordanien ansässigen Reederei Aletehad Line. Sie steht seit Juni 2022 auf der Strecke von Limassol nach Piräus im Einsatz.

## Geschichte
Die New Akashi wurde am 24. Juli 1990 unter der Baunummer 333 in der Werft von Kanda Zosensho in Kawajiri (seit 2004 Teil von Kure) auf Kiel gelegt und lief am 20. November 1990 vom Stapel. Nach der Ablieferung an die Reederei Hankyu Ferry am 15. März 1991 nahm sie am 19. März den Fährdienst zwischen Shin Moji und Kōbe auf. Ihr Schwesterschiff war die bereits im Januar 1991 fertiggestellte und 2022 abgewrackte New Nagato.
Nach 19 Dienstjahren wurde die New Akashi im Juli 2010 an die in Panama ansässige Golden Spring Enterprise verkauft und fortan als Grand Peace unter Bereederung von Weihai Jiaodong Ferries zwischen Weihai und Pyeongtaek eingesetzt.
Im Juli 2019 ging das Schiff in den Besitz von Oteriomo Shipping in Jordanien über und erhielt den Namen Daleela. Nach längerer Aufliegezeit wurde die Fähre für ihren zukünftigen Dienst im Mittelmeer umgebaut und schließlich am 19. Juni 2022 auf der Strecke zwischen Limassol und Piräus in Dienst gestellt. Die Daleela betreibt damit die erste Fährverbindung zwischen Zypern und Griechenland seit der Außerdienststellung der Salamis Star im Oktober 2001.